# Magnesiummetasilicat
Magnesiummetasilicat ist eine anorganische chemische Verbindung des Magnesiums aus der Gruppe der Silicate, genauer das Magnesiumsalz der Kieselsäuren.

## Vorkommen
Magnesiummetasilicat kommt natürlich in Form einiger Minerale vor. So die Minerale aus der Pyroxengruppe Ortho-, Proto- und Klinoenstatit, sowie ein Granat (Majorit) und je eine Modifikation mit Ilmenit-  (Akimotoit) und Perowskitstruktur (Bridgmanit). Enstatit ist ein verbreitetes gesteinsbildendes Mineral des Erdmantels, der unteren Erdkruste, basischer Magmatite sowie granulitfazieller Metabasite, Metapelite und metamorpher Kalksilikatgesteine, sowie in bestimmten Meteoriten. Das orthorhombische Orthoenstatit ist die stabile Enstatit-Modifikation die sich bei Kristallisation bei niedrigen Temperaturen bildet. Bei Erhitzung über 1200 °C geht sie in die Protoenstatit-Form über. Da die Umkristallisation zwischen den drei Modifikationen jedoch sehr langsam erfolgt und mit wenig Änderungen der Eigenschaften verbunden ist, sind die Übergänge schwer zu erkennen. Bei Abkühlung geht Protoenstatit normalerweise nicht in Orthoenstatit zurück. Das monokline Klinoenstatit ist eine Tieftemperaturform von Protoenstatit. Das tetragonale Garnet ist eine Hochdruck- und -temperaturform, die sich bei etwa 18 GPa Druck und über 2000 K bildet. Ab 20 GPa bildet sich die Modifikation mit Ilmenit- und ab 23 GPa mit Perowskitstruktur.

## Gewinnung und Darstellung
Magnesiummetasilicat kann durch thermische Zersetzung von Talk gewonnen werden.
{\displaystyle \mathrm {Mg_{3}[Si_{4}O_{10}](OH)_{2}\longrightarrow 3\ MgSiO_{3}+SiO_{2}+H_{2}O} }
Es kann auch durch calcinieren von Magnesiumoxid mit Siliziumdioxid bei 1300 °C gewonnen werden. Ebenfalls möglich ist die Gewinnung durch Reaktion von Magnesiumnitrat mit 1,2-Diformylhydrazin und pyrogenem Siliciumdioxid bei 400 °C und anschließende Calcinierung bei 1350 °C.

## Eigenschaften
Magnesiummetasilicat ist ein weißer Feststoff, der praktisch unlöslich in Wasser ist. Die Verbindung kommt in mindestens sechs Modifikationen vor (einige Quellen sprechen von vier Enstatit und damit insgesamt sieben Modifikationen). Dies sind die nach den entsprechenden Mineralen bekannten Formen Proto-, Ortho- und Clinoenstantit, Garnet (Majorit), Ilmenit (Akimotoit) und Perowskit (Bridgmanit). Enstatit kristallisiert orthorhombisch in der Raumgruppe Pbca (Raumgruppen-Nr. 61) mit den Gitterparametern a = 18,24 Å; b = 8,82 Å; c = 5,18 Å sowie 8 Formeleinheiten pro Elementarzelle. Protoenstatit besitzt eine orthorhombische Kristallstruktur mit der Raumgruppe P21cn (Raumgruppen-Nr. 33, Stellung 4). Klinoenstatit besitzt eine monokline Kristallstruktur mit der Raumgruppe P21/c (Raumgruppen-Nr. 14) (low-P) oder Raumgruppe C2/c (Raumgruppen-Nr. 15).

## Verwendung
Magnesiummetasilicat kann in der Elektronik als Keramikmaterial für Hochfrequenzanwendungen verwendet werden.